# Circle Of Dead Children
 Circle Of Dead Children  este o trupă de deathgrind, formată în Pittsburgh, Pennsylvania, în 1998, de către Jon Miciolek (baterie), Jason Andrews (chitară), Jon Kubacka (chitară), Dave Good (chitară bas) și Joe Horvath (voce). 

## Discografie

### Albume de studio
- Starving The Vultures - (1999)
- The Genocide Machine - (2001)
- Human Harvest - (2003)

### EP și Single-uri
- Circle Of Dead Children (demo) - (1998)
- Circle Of Dead Children/Clotted Symmetric Sexual Organ Split (split) - (1999)
- Exotic Sense Decay (EP) - (2000)
- Zero Comfort Margin (EP) - (2005)

## Componență

### Membri actuali
- Joe Horvath – voce (1998 -)
- Jason Andrews – chitară (1998 -)
- Drew Haritan – chitară bas (2005 -)

### Foști membri
- Dave Good - chitară bas (1998 - 2000)
- Jon Kubacka - chitară (1998 - 2001)
- Jon Miciolek – baterie (1998 - 2002)
- Mike Rosswog - baterie (2002 - 2003)
- Alf Kooser - chitară bas (2000 - 2002, 2004)
- Mike Bartek - baterie (2004 - 2006)